# ماكس بلاو
ماكس بلاو هو لاعب شطرنج سويسري، ولد في 19 ديسمبر 1918 في ميونخ في ألمانيا، وتوفي في 25 أغسطس 1984 في برن في سويسرا.

## وصلات خارجية
- ماكس بلاو على موقع مباريات الشطرنج (الإنجليزية)
- ماكس بلاو على موقع 365Chess.com (الإنجليزية)
- ماكس بلاو على موقع Chesstempo.com (الإنجليزية)
- ماكس بلاو سجل أولمبياد الشطرنج على موقع OlimpBase.org (الإنجليزية)